# Agrofysik
Agrofysik er en tværfaglig videnskab på grænsen mellem agronomi og fysik. Fysikkens metoder anvendes til at studere agroøkosystemer, der er biologiske objekter, biotoper og biocønoser påvirket af menneskelig aktivitet. Ved brug af eksakt videnskab undersøges bl.a. materialer og processer involveret i landbrug med særligt fokus på miljø og kvalitet. Agrofysik kan ses som en gren af biofysikken, men inddrager også viden fra ernæringsvidenskab, agroøkologi, landbrugsteknologi, bioteknologi og genetik m.m.
Forskningscentre med fokus på agrofysik inkluderer Bohdan Dobrzański Institutet ved Det Polske Videnskabsakademi i Lublin, Polen, og det Agrofysiske Forskningsinstitut ved Det Russiske Videnskabsakademi i Sankt Petersborg, Rusland. 